# Grand Prix automobile de Corée du Sud 2012
GP précédent GP suivant
Le Grand Prix automobile de Corée du Sud 2012 (2012 Formula 1 Korean Grand Prix), disputé le 14 octobre 2012 sur le circuit international de Corée, est la 874e épreuve du championnat du monde de Formule 1 courue depuis 1950. Il s'agit de la troisième édition du Grand Prix de Corée comptant pour le championnat du monde de Formule 1 et de la seizième manche du championnat 2012. 
87 000 spectateurs ont assisté au Grand Prix. La province du Jeolla du Sud doit combler un déficit de 38,6 millions de dollars pour son organisation.
Après avoir dominé les essais libres et les deux premières manches de qualification, Sebastian Vettel se fait surprendre par son coéquipier Mark Webber qui prend l'avantage en Q3 pour obtenir la pole position. Lors du Grand Prix, l'Allemand prend néanmoins un meilleur départ : il passe en tête dès le premier tour et gère sa première place jusqu'au drapeau à damier, alors que Webber résiste aux attaques des pilotes Ferrari et assure le doublé pour son écurie. Troisième de la course, le leader du championnat du monde Fernando Alonso abandonne son trône au profit de Vettel qui compte désormais six points d'avance en tête du classement (215 contre 209). À l'issue de la course, dix-huit des vingt-cinq pilotes en lice au championnat ont marqué au moins un point.
Chez les constructeurs, Red Bull Racing profite de ce doublé, le douzième de l'histoire de l'écurie, pour accroître son avance en tête du championnat du monde : avec 367 points, l'équipe autrichienne devance Ferrari (290 points) et McLaren (284 points). À la fin du Grand Prix, neuf des douze écuries engagées au championnat ont marqué des points, Caterham, Marussia et HRT n'en ayant pas encore inscrit.

## Essais libres

### Première séance, vendredi de 10 h à 11 h 30
| Pos. | Pilote             | Voiture          | Chrono         | Écart     |
| ---- | ------------------ | ---------------- | -------------- | --------- |
| 1    | Lewis Hamilton     | McLaren-Mercedes | 1 min 39 s 148 |           |
| 2    | Fernando Alonso    | Ferrari          | 1 min 39 s 450 | + 0 s 302 |
| 3    | Mark Webber        | Red Bull-Renault | 1 min 39 s 575 | + 0 s 427 |
| 4    | Felipe Massa       | Ferrari          | 1 min 39 s 854 | + 0 s 706 |
| 5    | Sebastian Vettel   | Red Bull-Renault | 1 min 40 s 088 | + 0 s 940 |
| 6    | Michael Schumacher | Mercedes         | 1 min 40 s 221 | + 1 s 073 |

La température de l'air est de 17 °C, la piste est à 21 °C et le temps est très sec au départ de la première séance d'essais libres du Grand Prix de Corée. La piste est sale car le circuit de Yeongam est très peu utilisé le reste de l'année et tous les pilotes effectuent leurs tours d'installation chaussés en pneus durs. Il faut donc attendre plus de vingt minutes pour que Valtteri Bottas, pilote de réserve Williams, fixe le temps de référence en 1 min 45 s 225,,,. 
Jenson Button prend ensuite la tête du classement en tournant en 1 min 41 s 395 mais son temps est amélioré à trois reprises par Fernando Alonso qui enchaîne les tours lancés (1 min 40 s 895, 1 min 39 s 857 puis 1 min 39 s 450). Finalement, l'Espagnol est devancé par Lewis Hamilton qui tourne en 1 min 39 s 280 avant d'améliorer en 1 min 39 s 148. Hamilton devance donc Alonso, Mark Webber, Felipe Massa et Sebastian Vettel, les pilotes Red Bull étant restés plus de cinquante minutes dans leur stand avant de prendre la piste. Aucun incident n'est venu émailler cette session tranquille où Kimi Räikkönen n'a effectué que quelques petites séries de tours pour évaluer le système d'échappement à effet Coandă,,,. 
- Giedo Van der Garde, pilote essayeur chez Caterham F1 Team, a remplacé Vitaly Petrov lors de cette séance d'essais.
- Valtteri Bottas, pilote essayeur chez Williams F1 Team, a remplacé Bruno Senna lors de cette séance d'essais.
- Jules Bianchi, pilote essayeur chez Force India, a remplacé Nico Hülkenberg lors de cette séance d'essais.
- Dani Clos, pilote essayeur chez HRT Formula One Team, a remplacé Narain Karthikeyan lors de cette séance d'essais.

### Deuxième séance, vendredi de 14 h à 15 h 30
| Pos. | Pilote             | Voiture          | Chrono         | Écart     |
| ---- | ------------------ | ---------------- | -------------- | --------- |
| 1    | Sebastian Vettel   | Red Bull-Renault | 1 min 38 s 832 |           |
| 2    | Mark Webber        | Red Bull-Renault | 1 min 38 s 864 | + 0 s 032 |
| 3    | Fernando Alonso    | Ferrari          | 1 min 39 s 160 | + 0 s 328 |
| 4    | Jenson Button      | McLaren-Mercedes | 1 min 39 s 219 | + 0 s 387 |
| 5    | Michael Schumacher | Mercedes         | 1 min 39 s 330 | + 0 s 498 |
| 6    | Felipe Massa       | Ferrari          | 1 min 39 s 422 | + 0 s 590 |

La température ambiante est de 21 °C et la piste est à 28 °C au début de la deuxième séance d'essais libres. Contrairement à la séance matinale, les pilotes ne tardent pas à s'élancer en piste et Jenson Button fixe le temps de référence en 1 min 40 s 687 dès les premières minutes de la session. Chez Marussia F1 Team, les mécaniciens qui ont changé la colonne de direction de la monoplace de Timo Glock dans la matinée font de même sur la voiture de Charles Pic,,,. 
Michael Schumacher améliore rapidement en 1 min 40 s 424 mais Paul di Resta fait mieux (1 min 40 s 331). Le futur retraité reprend alors le commandement en 1 min 39 s 911 avant de s'incliner face à son compatriote Sebastian Vettel qui tourne en 1 min 39 s 794. Les pilotes McLaren se portent ensuite en tête, d'abord Lewis Hamilton (1 min 39 s 717) puis Jenson Button (1 min 39 s 705). C'est ensuite au tour des pilotes Ferrari de s'illustrer, avec Fernando Alonso en 1 min 39 s 704 et Felipe Massa en 1 min 39 s 687. Enfin, les pilotes Red Bull se mettent en valeur, Mark Webber tournant en 1 min 39 s 404 et Sebastian Vettel en 1 min 39 s 089,,,. 
Après quarante minutes minutes, Sergio Pérez est le premier à chausser les pneus tendres mais il ne peut en profiter car il s'immobilise peu après en piste à cause d'un problème technique et ne pourra reprendre ses essais qu'en toute fin de séance. Mark Webber, lui aussi en tendres, prend les commandes du classement en 1 min 38 s 864 et, quelques instants plus tard, est relayé en tête par son équipier Sebastian Vettel qui établit le meilleur temps de la session en 1 min 38 s 832. Vettel devance ainsi Mark Webber, Fernando Alonso, Jenson Button et Michael Schumacher,,,.
À l'issue de la séance, les mécaniciens de Marussia sont contraints de changer le moteur de Charles Pic. Il s'agit du neuvième moteur utilisé par le Français depuis le début de saison : il dépasse alors le quota de huit moteurs pour l'année et est pénalisé d'un recul de dix places sur la grille de départ du Grand Prix,,,. Michael Schumacher est quant à lui réprimandé par les commissaires de course pour avoir gêné Pedro de la Rosa et Narain Karthikeyan et pourrait être sanctionné d'une pénalité de dix places de recul sur la grille de départ s'il récidive car il a déjà été réprimandé pour la même faute à lors du week-end barcelonais,,.

### Troisième séance, samedi de 11 h à 12 h
| Pos. | Pilote           | Voiture          | Chrono         | Écart     |
| ---- | ---------------- | ---------------- | -------------- | --------- |
| 1    | Sebastian Vettel | Red Bull-Renault | 1 min 37 s 642 |           |
| 2    | Lewis Hamilton   | McLaren-Mercedes | 1 min 38 s 169 | + 0 s 527 |
| 3    | Jenson Button    | McLaren-Mercedes | 1 min 38 s 511 | + 0 s 869 |
| 4    | Romain Grosjean  | Lotus-Renault    | 1 min 38 s 582 | + 0 s 940 |
| 5    | Kimi Räikkönen   | Lotus-Renault    | 1 min 38 s 666 | + 1 s 024 |
| 6    | Fernando Alonso  | Ferrari          | 1 min 38 s 705 | + 1 s 063 |

La température ambiante est de 20 °C et celle de la piste est de 27 °C au départ de la troisième séance d'essais libres du Grand Prix de Corée. Si les pilotes s'élancent immédiatement pour boucler un premier tour d'installation, il faut attendre plus d'une quinzaine de minutes de plus pour que Kimi Räikkönen ne fixe le temps de référence en 1 min 46 s 111,,,. 
Daniel Ricciardo améliore ensuite en 1 min 40 s 983 mais Räikkönen repasse en tête avec un tour bouclé en 1 min 39 s 748 puis un autre en 1 min 39 s 711. Sebastian Vettel tourne alors en 1 min 39 s 086 mais son coéquipier Mark Webber est encore plus rapide (1 min 38 s 766). Lewis Hamilton prend peu après le commandement en 1 min 38 s 464 mais Vettel améliore en 1 min 38 s 215,,,.
À moins de dix minutes de la fin de la séance, certains pilotes chaussent leurs pneus tendres pour préparer la qualification de l'après-midi. Ainsi chaussé, Sebastian Vettel améliore son meilleur temps à deux reprises (1 min 37 s 970 puis 1 min 37 s 642) alors que son coéquipier reste bloqué dans son stand avec un souci technique sur sa monoplace. Vettel réalise donc le meilleur temps de la session et devance Hamilton, Button, Romain Grosjean, Räikkönen et Fernando Alonso,,,.

## Séance de qualifications

### Résultats des qualifications

#### Session Q1
Avec 23 °C dans l'air et 28 °C en piste, il fait beau et chaud sur le circuit de Yeongam au départ de la séance qualificative du Grand Prix de Corée du sud. Les pilotes s'élancent en piste les uns après les autres dès son ouverture et Heikki Kovalainen fixe le temps de référence en 1 min 42 s 028. Pastor Maldonado améliore aussitôt en 1 min 39 s 716 mais est à son tour battu par Fernando Alonso en 1 min 39 s 543,,,. 
Felipe Massa prend un court instant la tête en 1 min 39 s 074 puis la laisse à Kimi Räikkönen (1 min 38 s 887) et finalement à Sebastian Vettel (1 min 38 s 028). Les pilotes menacés d'être éliminés, comme notamment Pastor Maldonado, se relancent en piste avec des pneus tendres, ce qui force d'autres pilotes un peu plus haut dans la hiérarchie à reprendre la piste. Si Vettel, Mark Webber et Jenson Button, les trois premiers du classement provisoire, peuvent rester dans leur stand sans risque afin d'économiser des pneus tendres, Lewis Hamilton et Fernando Alonso, moins bien classés, tentent le même pari : ils échappent de peu à une élimination prématurée, terminant aux deux dernières places qualificatives, juste devant Bruno Senna qui rate un freinage dans sa dernière tentative,,,.
Les pilotes éliminés sont Pedro de la Rosa, Charles Pic, Timo Glock, Vitaly Petrov, Heikki Kovalainen et Bruno Senna. Narain Karthikeyan, victime d'un problème technique, n'a pas pris part à la séance et n'est donc a priori pas qualifié pour la course,,,.

#### Session Q2
Les pilotes s'élancent tous en piste dès son ouverture, en pneus tendres. Sergio Pérez se porte le premier en tête avec un tour bouclé en 1 min 38 s 981 mais son temps est immédiatement battu par son coéquipier Kamui Kobayashi en 1 min 38 s 594,,,. 
Mark Webber améliore ensuite en 1 min 38 s 220 avant de laisser la place à Fernando Alonso (1 min 37 s 987) et à Sebastian Vettel (1 min 37 s 767). Tous les pilotes se relancent dans les dernières minutes de cette session, sauf Sebastian Vettel qui occupe la première place. Toutefois, Daniel Ricciardo, victime d'un problème technique dans son dernier tour lancé, provoque la sortie des drapeaux jaunes, ce qui contrarie les efforts des concurrents qui tentaient d'améliorer leurs performances : Jenson Button et les deux pilotes Sauber échouent notamment à la porte du top dix,,,..
Les sept pilotes éliminés sont Daniel Ricciardo et son coéquipier Jean-Éric Vergne, Pastor Maldonado, Paul di Resta, Kamui Kobayashi et son coéquipier Sergio Pérez et Jenson Button,,,.

#### Session Q3
Les dix pilotes prennent la piste dès son ouverture et les deux pilotes Red Bull sont les favoris pour décrocher la pole position à Yeongam, au vu de leurs précédentes performances, tant en essais libres que lors des deux premières parties de la séance qualificative. Sebastian Vettel prend l'avantage à l'issue de son premier tour lancé en 1 min 37 s 316 et devance Fernando Alonso, Mark Webber, Felipe Massa et Lewis Hamilton,,,. 
Tous les pilotes se relancent dans les derniers instants de la séance, soit pour une deuxième tentative, soit pour une première dans le cas des pilotes Mercedes Nico Rosberg et Michael Schumacher et de Nico Hülkenberg. Mark Webber prend alors la tête du classement en 1 min 37 s 242. L'Australien réalise la onzième pole position de sa carrière et devance son coéquipier Sebastian Vettel, Lewis Hamilton et Fernando Alonso,,,.
À l'issue de la session, Mercedes Grand Prix écope d'une amende de 10 000 euros par la FIA pour avoir libéré de manière dangereuse Michael Schumacher de son emplacement dans la voie des stands en qualifications. L'écurie a autorisé son pilote à quitter son emplacement sans tenir compte de l'arrivée de Lewis Hamilton, contraint de doubler Schumacher dans la voie des stands.

### Grille de départ
| Pos.                                                                                      | Pilote                  | Écurie               | Qualifications 1 | Qualifications 2 | Qualifications 3 |
| ----------------------------------------------------------------------------------------- | ----------------------- | -------------------- | ---------------- | ---------------- | ---------------- |
| 1                                                                                         | Mark Webber SREC        | Red Bull-Renault     | 1 min 38 s 397   | 1 min 38 s 220   | 1 min 37 s 242   |
| 2                                                                                         | Sebastian Vettel SREC   | Red Bull-Renault     | 1 min 38 s 208   | 1 min 37 s 767   | 1 min 37 s 316   |
| 3                                                                                         | Lewis Hamilton SREC     | McLaren-Mercedes     | 1 min 39 s 180   | 1 min 38 s 000   | 1 min 37 s 469   |
| 4                                                                                         | Fernando Alonso SREC    | Ferrari              | 1 min 39 s 144   | 1 min 37 s 987   | 1 min 37 s 534   |
| 5                                                                                         | Kimi Räikkönen SREC     | Lotus-Renault        | 1 min 38 s 887   | 1 min 38 s 227   | 1 min 37 s 625   |
| 6                                                                                         | Felipe Massa SREC       | Ferrari              | 1 min 38 s 937   | 1 min 38 s 253   | 1 min 37 s 884   |
| 7                                                                                         | Romain Grosjean SREC    | Lotus-Renault        | 1 min 38 s 863   | 1 min 38 s 275   | 1 min 37 s 934   |
| 8                                                                                         | Nico Hülkenberg SREC    | Force India-Mercedes | 1 min 38 s 981   | 1 min 38 s 428   | 1 min 38 s 266   |
| 9                                                                                         | Nico Rosberg SREC       | Mercedes             | 1 min 38 s 999   | 1 min 38 s 417   | 1 min 38 s 361   |
| 10                                                                                        | Michael Schumacher SREC | Mercedes             | 1 min 38 s 808   | 1 min 38 s 436   | 1 min 38 s 513   |
| 11                                                                                        | Jenson Button SREC      | McLaren-Mercedes     | 1 min 38 s 615   | 1 min 38 s 441   |                  |
| 12                                                                                        | Sergio Pérez SREC       | Sauber-Ferrari       | 1 min 38 s 630   | 1 min 38 s 460   |                  |
| 13                                                                                        | Kamui Kobayashi SREC    | Sauber-Ferrari       | 1 min 38 s 719   | 1 min 38 s 594   |                  |
| 14                                                                                        | Paul di Resta SREC      | Force India-Mercedes | 1 min 38 s 942   | 1 min 38 s 643   |                  |
| 15                                                                                        | Pastor Maldonado SREC   | Williams-Renault     | 1 min 39 s 024   | 1 min 38 s 725   |                  |
| 16                                                                                        | Daniel Ricciardo SREC   | Toro Rosso-Ferrari   | 1 min 38 s 784   | 1 min 39 s 084   |                  |
| 17                                                                                        | Jean-Éric Vergne SREC   | Toro Rosso-Ferrari   | 1 min 38 s 774   | 1 min 39 s 340   |                  |
| 18                                                                                        | Bruno Senna SREC        | Williams-Renault     | 1 min 39 s 443   |                  |                  |
| 19                                                                                        | Vitaly Petrov SREC      | Caterham-Renault     | 1 min 40 s 207   |                  |                  |
| 20                                                                                        | Heikki Kovalainen SREC  | Caterham-Renault     | 1 min 40 s 333   |                  |                  |
| 21                                                                                        | Charles Pic             | Marussia-Cosworth    | 1 min 41 s 317   |                  |                  |
| 22                                                                                        | Timo Glock              | Marussia-Cosworth    | 1 min 41 s 371   |                  |                  |
| 23                                                                                        | Pedro de la Rosa        | HRT-Cosworth         | 1 min 42 s 881   |                  |                  |
| Temps minimal à réaliser pour la qualification : 1 min 45 s 082 (107 % de 1 min 38 s 208) |                         |                      |                  |                  |                  |
| Nq.                                                                                       | Narain Karthikeyan      | HRT-Cosworth         | Pas de temps     |                  |                  |

- Daniel Ricciardo, auteur du seizième temps des qualifications, reçoit une pénalité de cinq places pour avoir changé de boîte de vitesses. Il s'élance de la vingt-et-unième position sur la grille de départ[33].
- Narain Karthikeyan, initialement non-qualifié faute d'avoir pris part à la session de qualification, est repêché par les commissaires de course et partira de l'avant-dernière place sur la grille de départ à la suite de la pénalité de Charles Pic[34].
- Charles Pic, auteur du vingt-et-unième temps des qualifications, reçoit une pénalité de 10 places pour avoir changé de moteur et partira dernier[35].

## Course

### Déroulement de l'épreuve

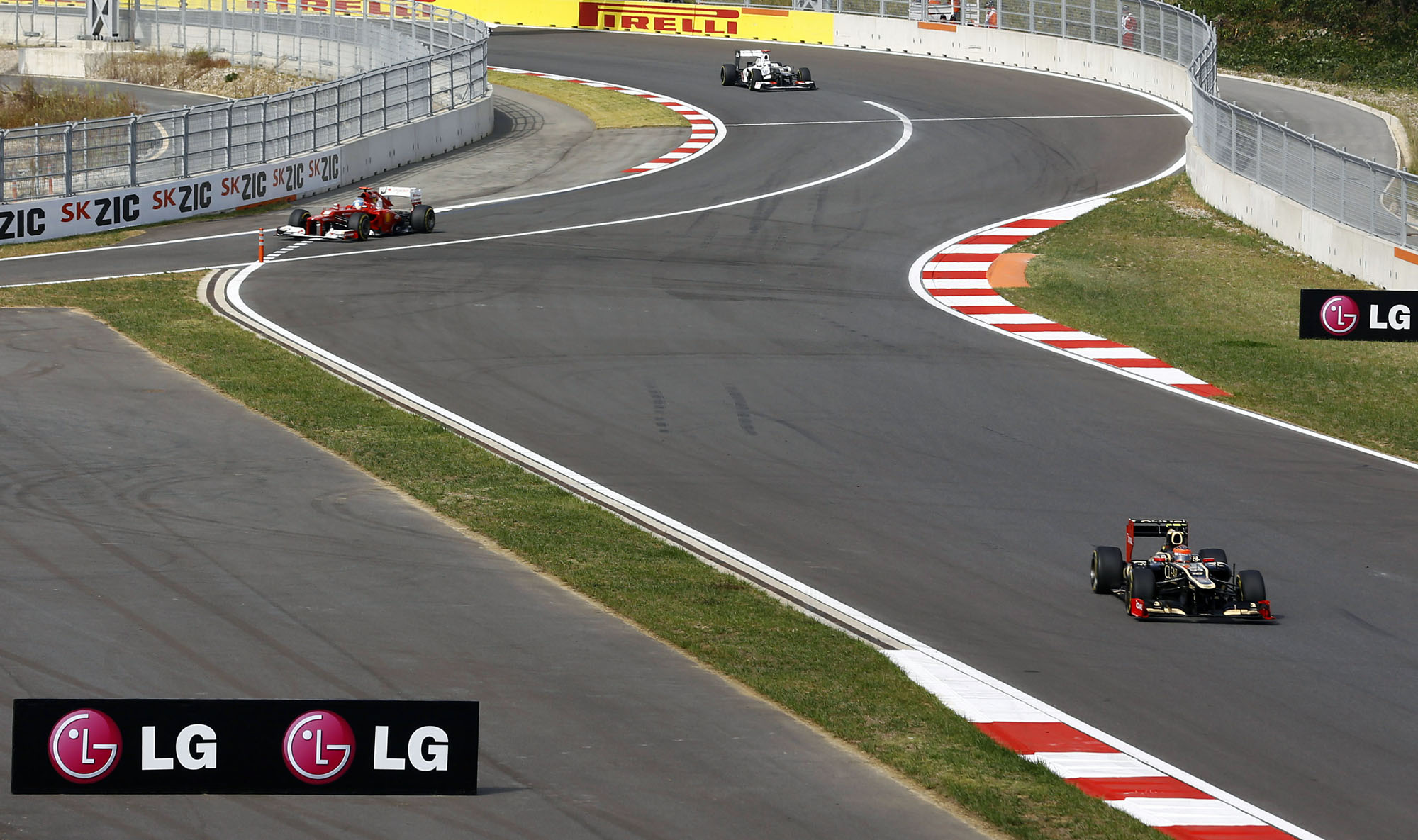
Fernando Alonso rentre au stand alors que Romain Grosjean précède Sergio Pérez en piste.

Il fait beau et chaud au départ du Grand Prix où les deux Red Bull sont en première ligne, Mark Webber en pole position devant Sebastian Vettel alors que Lewis Hamilton et Fernando Alonso se partagent la deuxième ligne. À l'extinction des feux, Vettel prend immédiatement l'avantage sur son équipier qu'il devance dans le premier virage alors que, juste derrière, Kamui Kobayashi manque son freinage, arrache la suspension avant-droite de Jenson Button et accroche Nico Rosberg : les deux victimes abandonnent ainsi dès les premiers hectomètres et le Japonais est pénalisé par un drive-through avant d'abandonner à son tour un peu plus tard,,,. 
Au premier passage, Vettel devance Webber, Alonso, Hamilton, Felipe Massa, Kimi Räikkönen, Nico Hülkenberg, Romain Grosjean, Sergio Pérez, Michael Schumacher, Paul di Resta, Bruno Senna, Pastor Maldonado, Jean-Éric Vergne et Daniel Ricciardo. Au septième passage, Vettel compte 1 seconde et demie d'avance sur Webber, 4 s sur Alonso, 6 s sur Hamilton, 7 s sur Massa, 8 s sur Räikkönen, 13 s sur Hülkenberg, 14 s sur Grosjean, 15 s sur Pérez et 19 s sur Schumacher. Hamilton, Hülkenberg, Grosjean, Schumacher, Vergne et Heikki Kovalainen changent leurs pneus au treizième tour, Webber, Massa, Räikkönen, Ricciardo, Senna, Petrov, Glock au suivant, Vettel, Alonso, di Resta au quinzième, Pérez au dix-huitième et Maldonado au vingt-et-unième. Pendant ce temps, Lewis Hamilton perd du terrain sur Fernando Alonso, se fait dépasser par Massa et rattraper par Räikkönen,,,.
Au vingt-deuxième passage, Vettel précède Webber de 7 secondes, Alonso de 9 s, Massa de 13 s, Hamilton de 16 s, Räikkönen de 17 s, Hülkenberg de 33 s, Grosjean de 35 s, Ricciardo de 42 s et Schumacher de 46 s. Räikkönen passe alors Hamilton mais le Britannique reprend l'avantage dès le virage suivant. Hamilton change ses pneus pour la deuxième fois au vingt-sixième tour, di Resta au vingt-huitième, Grosjean au trente-et-unième, Webber, Hülkenberg, Schumacher, Senna, Petrov au suivant, Pérez et Kovalainen au trente-troisième, Alonso au suivant, Vettel, Massa et Räikkönen au trente-cinquième et Vergne au trente-huitième,,,.
En tête de la course, Vettel compte désormais un avantage de 8 secondes sur Webber et 12 s sur Alonso. Hamilton, septième, s'arrête une troisième fois changer ses pneus dans le quarante-deuxième tour et chute encore au classement : il se retrouve désormais derrière les deux Toro Rosso et ne parvient pas à les dépasser malgré son train de pneus frais,,,. 
Sebastian Vettel remporte sa troisième victoire consécutive, ce qui lui permet de ravir la première place du championnat à Alonso. Mark Webber termine deuxième alors qu'Alonso limite les dégâts en terminant sur le podium. Suivent pour les points Massa, Räikkönen, Hülkenberg, Grosjean, Vergne, Ricciardo et Hamilton,,,.

### Classement de la course
| Pos. | no | Pilote                  | Écurie               | Tours | Temps/Abandon                      | Grille | Points |
| ---- | -- | ----------------------- | -------------------- | ----- | ---------------------------------- | ------ | ------ |
| 1    | 1  | Sebastian Vettel SREC   | Red Bull-Renault     | 55    | 1 h 36 min 28 s 651 (191,939 km/h) | 2      | 25     |
| 2    | 2  | Mark Webber SREC        | Red Bull-Renault     | 55    | + 8 s 231                          | 1      | 18     |
| 3    | 5  | Fernando Alonso SREC    | Ferrari              | 55    | + 13 s 944                         | 4      | 15     |
| 4    | 6  | Felipe Massa SREC       | Ferrari              | 55    | + 20 s 168                         | 6      | 12     |
| 5    | 9  | Kimi Räikkönen SREC     | Lotus-Renault        | 55    | + 36 s 739                         | 5      | 10     |
| 6    | 12 | Nico Hülkenberg SREC    | Force India-Mercedes | 55    | + 45 s 301                         | 8      | 8      |
| 7    | 10 | Romain Grosjean SREC    | Lotus-Renault        | 55    | + 54 s 812                         | 7      | 6      |
| 8    | 17 | Jean-Éric Vergne SREC   | Toro Rosso-Ferrari   | 55    | + 1 min 09 s 989                   | 16     | 4      |
| 9    | 16 | Daniel Ricciardo SREC   | Toro Rosso-Ferrari   | 55    | + 1 min 11 s 787                   | 21     | 2      |
| 10   | 4  | Lewis Hamilton SREC     | McLaren-Mercedes     | 55    | + 1 min 19 s 692                   | 3      | 1      |
| 11   | 15 | Sergio Pérez SREC       | Sauber-Ferrari       | 55    | + 1 min 20 s 062                   | 12     |        |
| 12   | 11 | Paul di Resta SREC      | Force India-Mercedes | 55    | + 1 min 24 s 448                   | 14     |        |
| 13   | 7  | Michael Schumacher SREC | Mercedes             | 55    | + 1 min 29 s 241                   | 10     |        |
| 14   | 18 | Pastor Maldonado SREC   | Williams-Renault     | 55    | + 1 min 34 s 924                   | 15     |        |
| 15   | 19 | Bruno Senna SREC        | Williams-Renault     | 55    | + 1 min 36 s 902                   | 17     |        |
| 16   | 21 | Vitaly Petrov SREC      | Caterham-Renault     | 54    | + 1 tour                           | 19     |        |
| 17   | 20 | Heikki Kovalainen SREC  | Caterham-Renault     | 54    | + 1 tour                           | 19     |        |
| 18   | 24 | Timo Glock              | Marussia-Cosworth    | 54    | + 1 tour                           | 20     |        |
| 19   | 25 | Charles Pic             | Marussia-Cosworth    | 53    | + 2 tours                          | 24     |        |
| 20   | 23 | Narain Karthikeyan      | HRT-Cosworth         | 53    | + 2 tours                          | 23     |        |
| Abd. | 22 | Pedro de la Rosa        | HRT-Cosworth         | 16    | Accélérateur                       | 22     |        |
| Abd. | 14 | Kamui Kobayashi SREC    | Sauber-Ferrari       | 16    | Conséquences de son accrochage     | 13     |        |
| Abd. | 8  | Nico Rosberg SREC       | Mercedes             | 1     | Accrochage avec Button             | 9      |        |
| Abd. | 3  | Jenson Button SREC      | McLaren-Mercedes     | 1     | Accrochage avec Rosberg            | 11     |        |

### Pole position et record du tour
Mark Webber réalise la onzième pole position de sa carrière, sa première en Corée et sa seconde de la saison. Il réalise également le meilleur tour en course, son premier de la saison et le quatorzième de sa carrière.
- Pole position :  Mark Webber (Red Bull-Renault) en 1 min 37 s 242 (207,873 km/h)[41].
- Meilleur tour en course :  Mark Webber (Red Bull-Renault) en 1 min 42 s 037 (198,105 km/h) au cinquante-quatrième tour[42].

### Tours en tête
Sebastian Vettel profite pleinement de sa position en première ligne pour prendre la tête dès les premiers hectomètres du Grand Prix. Il s'échappe progressivement devant la meute et conserve son avance au fil de la course. En gérant parfaitement ses arrêts au stand, son équipe lui permet en outre de ne jamais céder sa première place.
- Sebastian Vettel : 55 tours (1-55).

## Classements généraux à l'issue de la course
| Pos. | Pilote             | Écurie               | Points |
| ---- | ------------------ | -------------------- | ------ |
| 1    | Sebastian Vettel   | Red Bull-Renault     | 215    |
| 2    | Fernando Alonso    | Ferrari              | 209    |
| 3    | Kimi Räikkönen     | Lotus-Renault        | 167    |
| 4    | Lewis Hamilton     | McLaren-Mercedes     | 153    |
| 5    | Mark Webber        | Red Bull-Renault     | 152    |
| 6    | Jenson Button      | McLaren-Mercedes     | 131    |
| 7    | Nico Rosberg       | Mercedes             | 93     |
| 8    | Romain Grosjean    | Lotus-Renault        | 88     |
| 9    | Felipe Massa       | Ferrari              | 81     |
| 10   | Sergio Pérez       | Sauber-Ferrari       | 66     |
| 11   | Kamui Kobayashi    | Sauber-Ferrari       | 50     |
| 12   | Nico Hülkenberg    | Force India-Mercedes | 45     |
| 13   | Paul di Resta      | Force India-Mercedes | 44     |
| 14   | Michael Schumacher | Mercedes             | 43     |
| 15   | Pastor Maldonado   | Williams-Renault     | 33     |
| 16   | Bruno Senna        | Williams-Renault     | 25     |
| 17   | Jean-Éric Vergne   | Toro Rosso-Ferrari   | 12     |
| 18   | Daniel Ricciardo   | Toro Rosso-Ferrari   | 9      |

| Pos. | Écurie               | Points |
| ---- | -------------------- | ------ |
| 1    | Red Bull-Renault     | 367    |
| 2    | Ferrari              | 290    |
| 3    | McLaren-Mercedes     | 284    |
| 4    | Lotus-Renault        | 255    |
| 5    | Mercedes             | 136    |
| 6    | Sauber-Ferrari       | 116    |
| 7    | Force India-Mercedes | 89     |
| 8    | Williams-Renault     | 58     |
| 9    | Toro Rosso-Ferrari   | 21     |

## Statistiques
Le Grand Prix de Corée du Sud 2012 représente :
- la 11e pole position de sa carrière pour Mark Webber[46] ;
- la 200e pole position de Renault Sport[47],[48],[49] ;
- la 25e victoire de sa carrière pour Sebastian Vettel[50] ;
- la 33e victoire pour Red Bull Racing en tant que constructeur[51] ;
- la 149e victoire pour Renault en tant que motoriste[52] ;
- le 12e doublé pour Red Bull Racing en tant que constructeur[53].

Au cours de ce Grand Prix :
- Martin Donnelly (13 Grands Prix entre 1989 et 1990) est nommé assistant des commissaires de course.